# Kathedraal van Davao
De Kathedraal van Davao, ook wel de San Pedro kathedraal, is een kathedraal in de zuidelijke Filipijnse stad Davao City. De kathedraal is de zetel van de aartsbisschop van Davao.
De eerste kathedraal op dezelfde locatie als de huidige kathedraal werd naar verluidt gebouwd in 1847 door de Spanjaard Spanish Don Jose Uyanguren. Het huidig gebouw werd in de jaren 60 van de 20e eeuw gebouwd onder leiding van ingenieur Manuel Chiew. De kathedraal was tweemaal de locatie van een bomaanslag . Bij een aanslag tijdens een mis op paaszondag 1981 kwamen 17 mensen om het leven. Bij een aanslag op 28 december 1993 kwamen 7 mensen om het leven.

## Bron
- San Pedro Cathedral, a witness to the tales of a city, then and now (28 maart 2013)